# El elogio de la sombra
El elogio de la sombra (陰翳礼讃) es un manifiesto sobre la estética japonesa de Junichiro Tanizaki, escrito en 1933. En él se argumenta que en Occidente la belleza siempre ha estado ligada a la luz, a lo brillante y a lo blanco, y que lo oscuro, lo opaco y lo negro siempre han tenido una connotación negativa. Sin embargo, argumenta, en Japón la sombra no tiene una connotación negativa y es considerada como parte de la belleza. 
A lo largo del libro explora la relación entre la sombra, lo tenue y el contraluz, en la cerámica japonesa, los tokonomas, la construcción de las viviendas, de las lámparas, de la tinta china y del vestuario del Nō, entre otros aspectos, y cómo la semipenumbra enaltece la belleza de los diseños japoneses.
La obra fue publicada en español en 1994 por la editorial Siruela.